# Kolari (gemeente)
Kolari  is een gemeente in het Finse landschap Lapland.
De gemeente heeft een totale oppervlakte van 2.559,29 km2 en telt 3.999 inwoners (2022). Tevens is het de naam van het grootste dorp in deze gemeente.

## Dorp
Het dorp ligt aan de onbevaarbare rivier Muonio.Het vormt samen een dubbeldorp met het Zweedse Kaunisjoensuu aan de andere kant van de rivier. Het dorp kent een lintbebouwing van de E8 naar de rivier.

## Vervoer
Kolari ligt aan de E8, heeft een bus- en treinstation. Het treinstation is weliswaar een officieel stationsgebouw; er vertrekt eenmaal per twee dagen een trein naar Kemi; Kolari is het eindpunt van de dagelijkse autoslaaptrein vanuit Helsinki en Tampere. Aan de noordkant van het stationsgebied zijn voorzieningen voor het laden en lossen van de auto's. Daarnaast vindt veel rangeerwerk plaats voor goederentreinen met hout. Het busstation is drukker met bussen naar Muonio in het noorden, Pello in het zuiden en Kemi in het  oosten.
Even noordelijk van Kolari ligt de betonfabriek van Äkäsjoensuu; waar ook de goederenspoorlijn eindigt/begint.